# Vitzke
Vitzke ist ein Ortsteil der Gemeinde Kuhfelde der Verbandsgemeinde Beetzendorf-Diesdorf im Altmarkkreis Salzwedel in Sachsen-Anhalt.

## Geographie
Das Rundplatzdorf Vitzke liegt ein Kilometer südlich von Kuhfelde und etwa neun Kilometer südwestlich der Kreisstadt Salzwedel in der Altmark. Im Osten fließt der Neugraben (Hainholzgraben) zur Jeetze.
Zum Ortsteil gehört die Kolonie Vitzke liegt westlich des Dorfes an der Bundesstraße 248.
Nachbarorte sind Neuhof im Nordwesten, Kuhfelde im Norden, Schieben im Osten, Hagen im Südosten, sowie Groß Gischau und Siedenlangenbeck im Südwesten.

## Geschichte

### Mittelalter bis Neuzeit
Im Jahre 1288 wurde das Dorf Vitzke als uilla Viczeke genannt, aus dem das Kloster Dambeck Einnahmen hatte. Im Landbuch der Mark Brandenburg von 1375 wird das Dorf als Fische aufgeführt. Das Kloster Dambeck und die von Bartensleben hatten dort Besitz. Im Jahre 1579 wurde eine Kapelle genannt, die noch 1721 existierte.
Weitere Nennungen sind 1420 visschow, Viske, 1541 Vischke, um 1650 Fitsche, 1687 Vietzke, 1804 Vietzke, Dorf mit Wassermühle. Noch 1842 wird das Dorf Vietzke geschrieben, im Gemeindelexikon von 1873 heißt das Dorf dann so wie heute Vitzke.
Die Wassermühle, die Lüttge Mühle, lag an einem Graben nördlich von Vitzke. Im Jahr 1711 wird ein Erbmüller genannt, 1745 eine Wassermühle mit einem Mahlgang, 1840 heißt diese kleine Mühle, 1868 Luettgemühle und 1871 Lüttgemühle.
Die Kolonie Vitzke ist 1885 mit 40 Einwohnern erstmals in einem Gemeindelexikon genannt worden.
Die in der Nähe liegende Bahnstrecke Oebisfelde–Salzwedel wurde 2002 stillgelegt.

### Herkunft des Ortsnamens
Heinrich Sültmann übersetzt den Namen als „Dörfchen“ und leitet ihn ab ausgehend von vitsch, wietzke aus den slawischen Worten „veze, feizen“ für „Dorf“.

### Archäologie
Bereits im Jahr 1893 wurde bei Vitzke ein sächsisches Körpergrab in einem Hügel auf einem latènezeitlichen Brandgräberfeld entdeckt und untersucht. Geborgen wurden unter anderem bronzene Riemenzungen und Sporen sowie eiserne Gürtelschnallen. Die Funde wurden auf das 8. Jahrhundert datiert. Die Fundstücke werden in den Staatlichen Museen zu Berlin aufbewahrt.
Ab dem Jahre 2001 wurde ein frühmittelalterlicher Siedlungsplatz bei Vitzke ausgegraben. Von der Werkstatteinrichtung eines Schmiedes wurden grubenartige Essen freigelegt, in denen Eisen aus Raseneisenerz weiterverarbeitet worden war. In den Resten eines Hauses fand man einen Spinnwirtel, der zum Spinnen mit einer Handspindel verwendet wurde. Bereits 1893 und 1894 waren an der Stelle Urnen gefunden worden und es erfolgten Grabungen, die ein Steinkistengrab freilegten.

### Eingemeindungen
Vitzke gehörte ursprünglich zum Salzwedelischen Kreis der Mark Brandenburg in der Altmark. Von 1807 bis 1813 lag es im Kanton Beetzendorf auf dem Territorium des napoleonischen Königreichs Westphalen. Nach weiteren Änderungen kam es 1816 in den Kreis Salzwedel, den späteren Landkreis Salzwedel im Regierungsbezirk Magdeburg in der Provinz Sachsen in Preußen.
Am 20. Juli 1950 wurde die Gemeinde Vitzke aus dem Landkreis Salzwedel in die Gemeinde Siedenlangenbeck eingemeindet. Am 1. Juli 2009 schloss sich die Gemeinde Siedenlangenbeck mit anderen Gemeinden zur neuen Gemeinde Kuhfelde zusammen, damit kam der Ortsteil Vitzke zur Gemeinde Kuhfelde.

### Einwohnerentwicklung
| Jahr | Einwohner |
| ---- | --------- |
| 1734 | 61        |
| 1772 | 84        |
| 1789 | 60        |
| 1798 | 69        |
| 1801 | 69        |
| 1818 | 95        |

| Jahr | Einwohner |
| ---- | --------- |
| 1840 | 117       |
| 1864 | 140       |
| 1871 | 136       |
| 1892 | [00]138   |
| 1885 | 118       |
| 1895 | 116       |

| Jahr | Einwohner |
| ---- | --------- |
| 1900 | [00]124   |
| 1905 | 153       |
| 1910 | [00]154   |
| 1925 | 152       |
| 1939 | 146       |
| 1946 | 208       |

| Jahr | Einwohner |
| ---- | --------- |
| 2015 | [00]80    |
| 2018 | [00]69    |
| 2020 | [00]74    |
| 2021 | [00]69    |
| 2022 | [00]71    |
| 2023 | [0]81     |

Quelle, wenn nicht angegeben, bis 1946:

## Religion
Die evangelischen Christen aus Vitzke gehören zur Kirchengemeinde Kuhfelde, die früher zur Pfarrei Kuhfelde gehörte und heute zum Kirchspiel Kuhfelde im Pfarrbereich Salzwedel, St. Katharinen des Kirchenkreises Salzwedel im Bischofssprengel Magdeburg der Evangelischen Kirche in Mitteldeutschland.

## Verein
Schützengilde 1894 e. V. zu Kuhfelde – Vitzke